# Iran Barkley
Iran Barkley (* 6. Mai 1960 in New York City, Vereinigte Staaten) ist ein ehemaliger US-amerikanischer Profiboxer, der Weltmeister im Mittelgewicht (WBC), Supermittelgewicht (IBF) und Halbschwergewicht (WBA) werden konnte. Er gilt als einer der herausragendsten Boxer der 1980er und frühen 1990er Jahre.

## Persönliches
Iran Barkley ist als jüngstes von acht Kindern im Wohnbauprojekt Patterson Houses im Süden der Bronx geboren und aufgewachsen. Mit dem Boxen begann er im Alter von 14 Jahren. In seiner Jugend war er Mitglied der Straßengang Black Spades. Barkley ist verheiratet und Vater von vier Töchtern.

## Amateurkarriere
Barkley gewann als Amateur 95 von 99 Kämpfen. Seine größten Erfolge waren der Gewinn der Silbermedaille im Mittelgewicht bei den US-Meisterschaften 1982, sowie der Gewinn einer Bronzemedaille im Mittelgewicht bei den Weltmeisterschaften 1982 in München, als er erst im Halbfinale knapp mit 2:3 gegen Bernardo Comas ausgeschieden war.

## Profikarriere
Iran Barkley gewann sein Profidebüt im Dezember 1982. Er wurde von Al Bolden und Eddie Mustafa Muhammad trainiert, sein Manager war John Reetz.
Bis zu seiner ersten WM-Chance gewann er 22 von 25 Kämpfen und besiegte dabei unter anderem Esteban Pizzarro (Kampfbilanz: 12-0), Wilford Scypion (29-7, ehemaliger IBF-Herausforderer) und James Kinchen (36-1, späterer WBO-, WBA- und IBF-Herausforderer). Seinen ersten WM-Kampf, um den vakanten WBA-Titel im Mittelgewicht, verlor er am 23. Oktober 1987 nach Punkten gegen Sumbu Kalambay (42-3). Es handelte sich dabei um den letzten WBA-Titelkampf im Mittelgewicht über 15 Runden.
Nach zwei Siegen, darunter gegen Michael Olajide (25-1, ehemaliger IBF- und späterer WBO-Herausforderer), boxte er am 6. Juni 1988 gegen Thomas Hearns (45-2) um den WBC-Weltmeistertitel im Mittelgewicht und siegte überraschend durch TKO in der dritten Runde. Das Ring Magazine wählte den Erfolg zur „Überraschung des Jahres“.
Den Titel verlor er in der ersten Verteidigung am 24. Februar 1989 durch eine knappe Split Decision nach Punkten an Roberto Duran (84-7), der 2007 in die International Boxing Hall of Fame aufgenommen wurde. Das Duell der beiden wurde zum Ring Magazine Kampf des Jahres gewählt.
Am 14. August 1989 verlor er ebenfalls knapp durch Majority Decision nach Punkten gegen den IBF-Weltmeister Michael Nunn (33-0) und am 18. August 1990 durch TKO in der ersten Runde gegen den WBO-Weltmeister Nigel Benn (26-1). Beide Titelkämpfe fanden im Mittelgewicht statt.
Am 10. Januar 1992 besiegte er dann jedoch Darrin Van Horn (48-2) durch TKO in der zweiten Runde und wurde dadurch IBF-Weltmeister im Supermittelgewicht Ohne den Titel verteidigt zu haben, stieg er im Anschluss in das Halbschwergewicht auf und besiegte dort am 20. März 1992 erneut Thomas Hearns (50-3), wodurch er WBA-Weltmeister wurde.
Seinen IBF-Titel im Supermittelgewicht verlor er am 13. Februar 1993 durch Aufgabe nach der neunten Runde an James Toney (33-0). Seinen WBA-Titel hatte er bereits im September 1992 niedergelegt. Im Oktober 1993 unterlag er dann noch gegen Adolpho Washington (21-2).
Seinen letzten WM-Kampf bestritt er am 8. Oktober 1994 in Deutschland und verlor dabei durch Aufgabe nach der neunten Runde gegen den IBF-Weltmeister im Halbschwergewicht, Henry Maske (24-0).
Barkley boxte noch bis Juli 1999, zuletzt im Schwergewicht. Seinen bedeutendsten Sieg erzielte er dabei am 8. Juni 1997, als ihm ein Sieg durch TKO in der zehnten Runde gegen Gerrie Coetzee (33-5, ehemaliger WBA-Weltmeister im Schwergewicht) gelang.